# Kustiwzi (Schepetiwka)
Kustiwzi (ukrainisch Кустівці; russisch Кустовцы Kustowzy, polnisch Kustowec) ist ein Dorf in der ukrainischen Oblast Chmelnyzkyj mit etwa 900 Einwohnern (2020).

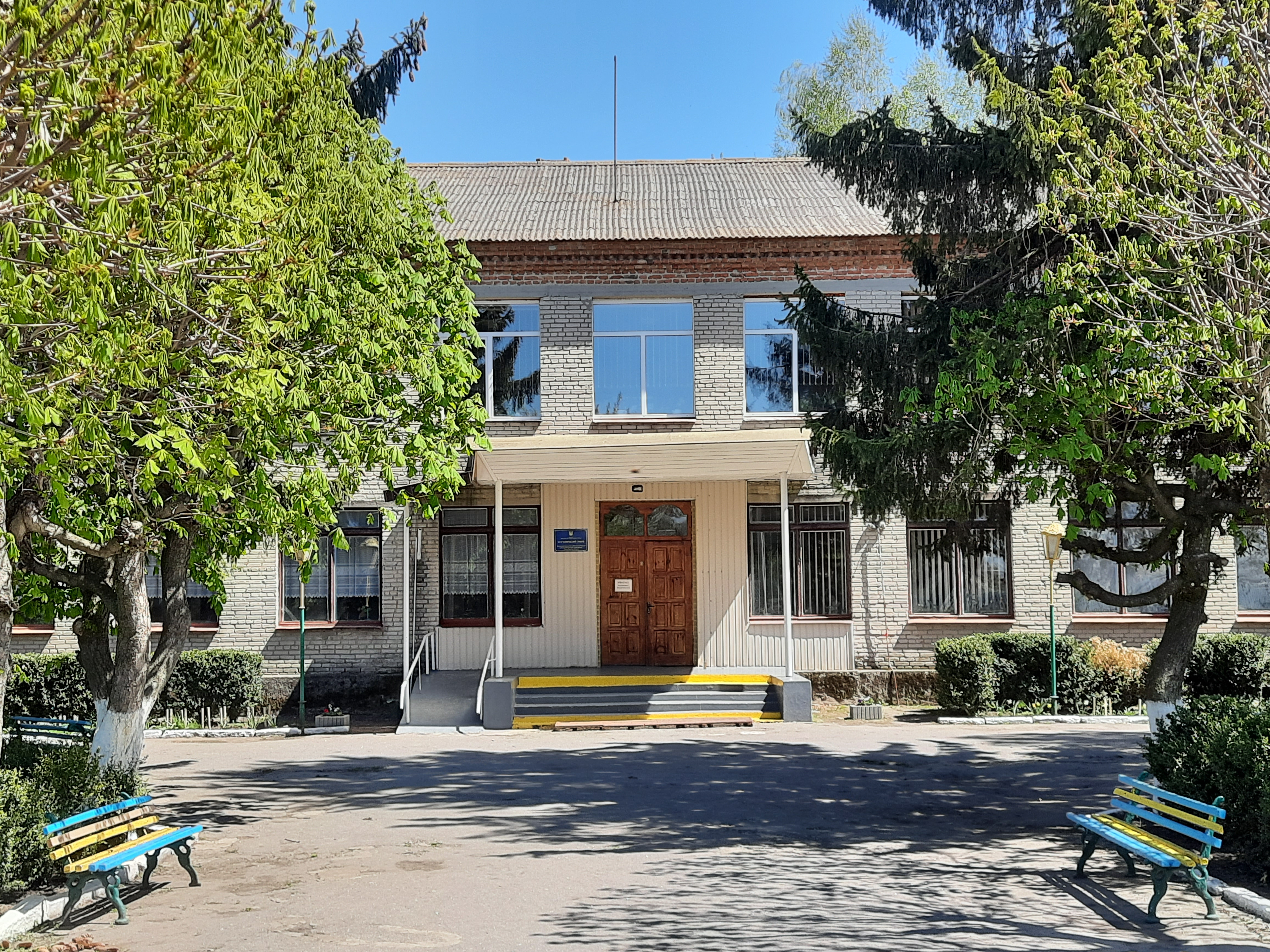
Schule im Ort

Das erstmals 1601 schriftlich erwähnte Dorf (eine weitere Quelle nennt das Jahr 1560) liegt am Ufer der Derewytschka (Деревичка), einem 53 km langen, linken Nebenfluss des Slutsch, 30 km südwestlich vom ehemaligen Rajonzentrum Polonne und 75 km nordöstlich vom Oblastzentrum Chmelnyzkyj.
Durch das Dorf verläuft die Territorialstraße T–06–12, die nördlich vom Dorf auf die Fernstraße N 02 / Regionalstraße P–32 trifft.
Am 7. September 2018 wurde das Dorf ein Teil der Stadtgemeinde Polonne, bis dahin bildete es zusammen mit den Dörfern Holubtscha (Голубча) und Moskaliwka (Москалівка) die gleichnamige Landratsgemeinde Kustiwzi (Кустовецька сільська рада/Kustowezka silska rada) im Süden des Rajons Polonne.
Am 17. Juli 2020 kam es im Zuge einer großen Rajonsreform zum Anschluss des Rajonsgebietes an den Rajon Schepetiwka.